# 计算机系统研究小组
计算机系统研究组（Computer Systems Research Group，CSRG）是一个位于柏克萊加州大學的研究小组，由美国國防高等研究計劃署（DARPA）资助，致力于改进AT&TUnix操作系统。
1970年代，小组由AT&T许可，获得了源码，但后来该操作系统变得非常流行，AT&T一下子提高了许可费用。双方就此出现了争论，CSRG小组随后下决心，自力更生将所有来自AT&T的源代码替换掉。
BSD最后的一个版本4.4BSD-lite释出后，由于缺乏资金支持，这个小组被解散。有人怀疑，这跟AT&T有关，因为这两个组织在有些问题上分歧较大。
CSRG过去的成员包括比尔·乔伊（Bill Joy）和馬紹爾·克爾克·麥庫錫克。